# VfL 1860 Marburg
Der VfL 1860 Marburg ist der älteste Sportverein Marburgs.

## Geschichte
Der Verein für Leibesübungen (VfL) Marburg wurde am 28. Juli 1860 als Turnverein gegründet und ist somit der älteste und traditionsreichste Verein der Universitätsstadt Marburg. Nachdem der Verein bereits um einige Abteilungen gewachsen war, wurde er 1937 mit dem Fußballverein VfB Marburg zwangsfusioniert. Die dadurch entstandene Fußballabteilung spielte nach dem Zweiten Weltkrieg bis 1965 und nochmals zwei Spielzeiten in den 1980er Jahren in der höchsten hessischen Spielklasse und erreichte 1959 die Hessenmeisterschaft. 1992 trennte sich die Fußballabteilung wieder vom Gesamtverein und wurde als VfB Marburg wiedergegründet. Die ehemalige Basketballabteilung des Vereins spaltete sich als BC Marburg in einen eigenständigen Verein ab, dessen erste Damenmannschaft aktuell in der ersten Liga spielt und 2003 Deutscher Meister und Pokalsieger wurde.

## Abteilungen
Der VfL 1860 Marburg besteht aktuell aus insgesamt sechzehn Abteilungen: Turnen, Hockey, Volleyball, Handball, Tischtennis, Fechten, Lacrosse, Schwimmen, Leichtathletik, Triathlon, Gesundheitssport, Musik, Badminton, Ultimate Frisbee, Basketball und Rollerderby.

### Turnen
Die Turnabteilung wurde 1860 als erste gegründet. Die Angebote der Abteilung reichen vom Kinderturnen bis zur sportlichen Betätigung von Senioren. Mit rund 1000 Mitgliedern ist sie die größte des Vereins.

### Hockey
Die Hockeyabteilung des VfL wurde im Jahr 1919 begründet und besteht aus verschiedenen Herren-, Damen-, Jugend- und Freizeitmannschaften. Im Jahr 2018/19 gelang der Herrenmannschaft pünktlich zum hundertjährigen Bestehen der Hockeyabteilung das erste Mal der Aufstieg in die 2. Regionalliga Süd. Leistungsmäßig bewegen sich die Erwachsenenmannschaften zwischen 1. Verbandsliga und Oberliga.

### Volleyball
Die Volleyballabteilung besteht aus rund 150 Mitgliedern und neun Frauen-, zwei Männer-, einer Mixed-, sowie 16 Jugendmannschaften. Am höchstklassigsten spielt derzeit die erste Frauenmannschaft. Sie tritt in der Regionalliga als Spielgemeinschaft SG Volleys Marburg-Biedenkopf an. Die höchste Männermannschaft spielt in der Landesliga.

### Handball
Die Spieler der Handballabteilung des VfL 1860 Marburg spielen gemeinsam mit den Handballern des TSV Cappel in der Handballspielgemeinschaft (HSG) Marburg/Cappel. Aktuell nehmen drei Frauen- und drei Männermannschaften am Spielbetrieb des Handballbezirks Gießen teil.

### Tischtennis
Eine der kleineren Abteilungen des VfL ist die Tischtennisabteilung. Sie besteht aus drei Herrenmannschaften und zwei Schülermannschaften.

### Fechten
Gegründet wurde die Fechtabteilung im Jahr 1911. Mittlerweile besteht sie aus rund 100 Mitgliedern. In der Abteilung ist es möglich, diesen Sport in den Waffengattungen Florett und Degen zu erlernen, zu trainieren und als Breitensport zu betreiben. Seit 2000 werden die Marburger Stadtmeisterschaften, das mittlerweile größte Fechtturnier in Hessen, ausgetragen. Im Jugendbereich zeichnet sich die Abteilung durch den mehrmaligen Gewinn von Hessenmeistertiteln, deutscher Vizemeistertitel und ausgezeichneten Einzelergebnissen bei deutschen Meisterschaften aus.

### Schwimmen
Die Schwimmabteilung hat derzeit rund 400 Mitglieder. In unterschiedlichen Gruppen wird leistungsentsprechend trainiert. Die Übungsstunden finden in den Marburger Hallenbädern Aquamar und Wehrda sowie Weißer Stein statt.

### Musik
Die elfte Abteilung des VfL, die Musikabteilung, ist eine Besonderheit für einen Sportverein.
Das „Herzstück“ der Musikabteilung bildet das Blasorchester mit über 60 Musikern – es ist ein Konzertblasorchester, das sich seit einigen Jahren hauptsächlich der modernen, sinfonischen Blasmusik verschrieben hat. Neben dem Blasorchester gibt es eine Big Band mit den Schwerpunkten Jazz und Unterhaltungsmusik. Zudem finden sich die Musiker immer wieder zu kleineren Ensembles mit wechselnder Instrumentierung zusammen, die zu unterschiedlichsten Anlässen in und um Marburg auftreten.
Ausbildung: Neben diesen vielfältigen musikalischen Aktivitäten ist konsequente und professionelle Aus- und Weiterbildung ein weiterer Schwerpunkt der musikalischen Arbeit der Musikabteilung. Im Rahmen eines Ausbildungsorchesters werden Jugendliche aber auch Erwachsene im Ensemblespiel an Blasinstrumenten ausgebildet. Seit 2012 besteht eine Kooperation mit der Richtsberg-Gesamtschule in Marburg.

### Badminton
Seit 1972 wird – zunächst in der Turnabteilung – auch Badminton beim VfL Marburg angeboten. 2009 wurde die Badmintonabteilung schließlich verselbstständigt. Heute zählt sie über 250 Mitglieder und ist damit einer der größten Vereine im Hessischen Badminton Verband. Derzeit stellt der VfL 1860 Marburg drei Seniorenmannschaften in verschiedenen Spielklassen des Badmintonbezirks Wetzlar.

## Erfolge
- Fußball: Hessenmeister 1959

## Bekannte Namen
- Fritz Bouillon (1903–?), Fußballschiedsrichter
- Klaus Zaczyk (* 1945), Fußballnationalspieler, in der Jugend beim VfL Marburg